# سللنت
قرية سللنت هي إحدى القرى التابعة لمركز المنصورة في محافظة الدقهلية في جمهورية مصر العربية. حسب إحصاءات سنة 2006، بلغ إجمالي السكان في سللنت 4026 نسمة، منهم 2079 رجل و1947 امرأة.

## التاريخ
قرية سللنت من القرى القديمة، حيث ذكرها ياقوت الحموي في كتاب معجم البلدان باسم «العزيزية» حيث نُسبت في عصر الدولة الفاطمية إلى الخليفة العزيز بالله الفاطمي، فقال: «العزيزية تعرف بالسلنت بالمرتاحية.». ثم وردت باسم «سلّنت» في أعمال المرتاحية ضمن قرى الروك الصلاحي التي أحصاها ابن مماتي في كتاب قوانين الدواوين، كما وردت باسم «سلّنت» في أعمال الدقهلية والمرتاحية ضمن قرى الروك الناصري التي أحصاها ابن الجيعان في كتاب «التحفة السنية بأسماء البلاد المصرية». وفي العصر العثماني وردت باسم «سلنت» في التربيع العثماني الذي أجراه الوالي العثماني سليمان باشا الخادم في عصر السلطان العثماني سليمان القانوني ضمن قرى ولاية الدقهلية، وفي تاريخ 1228هـ/1813م الذي عدّ قرى مصر بعد المسح الذي قام به محمد علي باشا باسم «سللنت» ضمن قرى مديرية الدقهلية.